# Ernst Abbe
Ernst Karl Abbe (Eisenach, 1840. január 23. – Jéna, 1905. január 14.) német matematikus, fizikus, egyetemi tanár. Abbe nevét leginkább optikai munkássága tette ismertté.
Arról is nevezetes, hogy ő vezette be először a napi nyolcórás munkarendet a Karl Zeiss Optikai Műveknél, mely vállalatnak igazgatója és társtulajdonosa volt; emlékezve apja napi 14 órás munkanapjaira. Az újítás nem terjedt gyorsan, de 1884-ben kihirdették az Amerikai Egyesült Államokban is, és a Ford Motor Companynél vezették be 1914-ben.

## Életrajz
Ernst Abbe édesapja először egyszerű fonómunkásként dolgozott, később a munkafelügyelőségig vitte, de családját mindenkor csak nagy nehézségek árán sikerült eltartania (ne feledjük, a vadkapitalizmus korában járunk).
„Gyermekkora nélkülözések közt telt, apja minden nap 16 órát dolgozott állva, mindenfajta szünet és étkezés nélkül. Abbét mégis iskoláztatták, és apja munkaadói segítették abban, hogy tanulmányait befejezhesse.”
(M. G. Kendall: The work of Ernst Abbe, Biometrika Vol. 58 (1971), 369-373).
Abbe a jénai és a göttingeni egyetemeken tanult, ahol egy egyetemi tanára, Karl Schnell figyelt fel tehetségére, és azt tanácsolta, hogy tanulmányait Göttingenben, az akkori Németország egyik legjobb egyetemén folytassa. Abbe Göttingenben doktorált 1861-ben, egy termodinamikai disszertációval. 1863-ban csatlakozott a Jénai Egyetem tanári karához, az Über die Gesetzmässigkeit in der Vertheilung bei Beobachtungsreihen c. dolgozat megírásának eredményeképp. Érdekesség, hogy később feleségül vette Karl Schnell lányát.
Abbét 1870-ben kinevezték a matematika és fizika professzorának, és 1878-ban a jénai csillagászati és a meteorológiai obszervatóriumok igazgatójának. Mint kezdő egyetemi tanár, Abbe nem volt igazán elismert, és előadásai sem voltak túl látogatottak (az év eleji átlagos hallgatói létszám 10-12 körül volt, és év végére mindig leapadt). Egy anekdota szerint, amikor a jénai egyetem előadótermébe belépve Abbénak azt kellett észrevennie, hogy mindössze két hallgató, Frege és a kémikus Michaelis ülnek a teremben, nem zavartatta magát, hanem elpöttyintette szokásos kérdését: „Nos, Uraim, teljes számban összegyűltünk?”, majd nekikezdett az előadásnak (idézi: Felix Auerbach; Ernst Abbe. Sein Leben, sein Wirken, seine Persönlichkeit. Leipzig: Akademische Verlagsgesellschaft, 1918. 114. o.).
1866-ban Carl Zeiss felkérte Abbét néhány komolyabb optikai probléma megoldására. 
"Akkoriban a mikroszkópot még egészen hagyományos kézműves módszerekkel készítették. A távcsőkészítésben már bevett volt a pontos elméleti számításokon alapuló tervezés, amelyet azonban a mikroszkóp esetén a szerkezet sokkal nagyobb összetettsége, illetve a lencsék sokkal kisebb mérete miatt nem tudtak alkalmazni. Az éles és torzításmentes képet adó mikroszkópokat tapasztalati alapon, csiszolgatással-állítgatással hozták létre, amiben legfeljebb műhelytitokként őrzött tapasztalati szabályok segítettek. Zeiss úgy gondolta, hogy a legjobb műhelyekkel csak úgy veheti fel a versenyt, ha a mikroszkópot is pontos számítások alapján készítik; hozzá is kezdett ennek kidolgozásához, de csakhamar kitűnt, hogy nincs meg hozzá a megfelelő matematikai felkészültsége. Ekkor fordult Abbéhoz. Abbénak még sokéves megfeszített kutatómunkára, eredeti és távlatos elméleti belátásokra, technikai ötletek sokaságára volt szüksége, hogy célhoz érjen. A kísérletek Zeisst az üzleti csőd közelébe sodorták, de ő nem vesztette el bizalmát Abbéban, aki végül is sikerrel birkózott meg a feladattal. A Zeiss műhely ettől kezdve piacvezető lett a szakmában, és viharos fejlődésnek indult."
(forrás: Farkas János László: Az Igazlét)
Zeiss úgy ismerte el Abbe érdemeit, hogy bevette társnak az üzletbe. Abbe megtartotta egyetemi állását, de alkotó energiáit egészen a fejlesztési és vállalkozói tevékenységbe vetette be, új és új szabadalmakkal tökéletesítette mikroszkópját, bevezette más optikai eszközök gyártását, kapcsolatot teremtett a vegyész Otto Schott-tal, akivel az ideális törésmutatójú lencsékhez szolgáló anyag kikísérletezésére és gyártására üveggyárat alapított Jénában. Abban, hogy erre Abbe képes volt, része volt egyébként tanítványának, a matematikus Gottlob Fregének is, akit Abbe ugyanúgy segített és mentorált karrierje során, mint annak idején Abbét Karl Schnell. Abbe tanári álláshoz segítette Fregét a jénai egyetemen, az pedig átvette az eddig Abbe által tartott matematikai előadásokat, az oktatás elvileg egész embert kívánó, jelentős terhétől szabadítva meg az újdonsült üzletembert.
Zeiss lencserendszer-tervezési problémái az optikára és az csillagászatra irányították Abbe érdeklődését. Egyetemi posztjai mellett Abbe 1866-ban a Zeiss Optikai Művek kutatásért felelős igazgatója lett.
1868-ban feltalálta az apokromatikus lencserendszert a mikroszkóp számára. Ez a jelentős áttörés a mikroszkópok elsődleges és másodlagos torzítását is képes kiküszöbölni.

## Lásd még
- Aberráció optikai rendszerekben
- Abbe-törvény
- Abbe-szám
- Abbe-prizma
- Abbe-kondenzor
- Abbe-refraktométer
- Gottlob Frege (Abbe tanítványa)